# Asplenium angustum
Asplenium angustum är en svartbräkenväxtart som beskrevs av Olof Peter Swartz. Asplenium angustum ingår i släktet Asplenium och familjen Aspleniaceae. Inga underarter finns listade.